# Neutrinový detektor

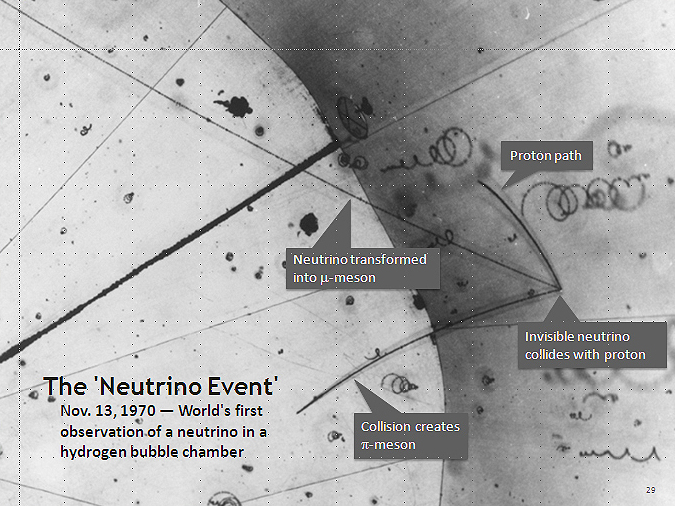
První pozorování neutrina v bublinkové komoře, 13. listopadu 1970. Neutrino se srazilo s protonem v jádru vodíku. Srážka nastala v pravé části snímku v místě, odkud vychází tři stopy částic.

Neutrinový detektor je zařízení umožňující zachycení neutrina a jeho detekci.
Detekce neutrin je vzhledem k jejich velké netečnosti k normální hmotě obtížná. K detekci lze využít tři procesy – interakci neutrin s nukleony, pružný rozptyl neutrina na elektronu nebo jádru a interakce vysokoenergetických neutrin s protony za vzniku mionů μ.

## Interakce neutrin s nukleony
Jedná se v podstatě o obrácení procesu beta rozpadu. Elektronové neutrino νe interaguje s neutronem a proběhne reakce:
Nebo elektronové neutrino {\displaystyle {\nu }_{e}} interaguje s protonem a pak proběhne reakce:
Interakce neutrin s protony využili v roce 1956 F. Reines a C. Coward z laboratoří v Los Alamos k první úspěšné detekci neutrin.
Pro detekci neutrin pomocí interakce s neutronem je třeba zvolit takové jádro, kde přeměna neutronu na proton vede ke vzniku radioaktivního jádra. Interakce neutrina se pak prozradí radioaktivním zářením, které lze snadno detekovat. V praxi se nejdříve využívalo jader chlóru 37Cl (např. v neutrinovém detektoru v Jižní Dakotě), které se interakcí změnilo na radioaktivní argon 37Ar, nyní se používá gallium 71Ga, které se zachycením neutrina přemění na radioaktivní germanium 71Ge.

## Pružný rozptyl neutrina na elektronu
Rychle letící neutrino n se srazí s elektronem e− nebo jádrem atomu, odrazí se od něj jako neutrino s nižší energií, přičemž předá elektronu část své energie. Odražený elektron se pohybuje většinou ve směru původního neutrina n a může být zaregistrován (např. při vysílání Čerenkovova záření).
Na principu rozptylu neutrina na elektronu je založen Neutrinový detektor Kamioka nebo Sudbury Neutrino Observatory.

## Interakce vysokoenergetických neutrin s protony za vzniku mionů
Při této detekci se využívá jako detekční prostředí led nebo voda. Při nárazu vysokoenergetického neutrina na proton (vodíkové jádro) vznikne mion μ o vysoké energii, který se prozradí čerenkovovým zářením, které vzniká podél jeho dráhy pohybu ledem nebo vodou.
Na tomto principu pracuje projekt AMANDA, IceCube nebo BAJKAL.

## Důležité neutrinové detektory
| Neutrinové detektory                                          | Neutrinové detektory | Neutrinové detektory        | Neutrinové detektory                     | Neutrinové detektory                                        | Neutrinové detektory | Neutrinové detektory       | Neutrinové detektory                        |
| Experiment                                                    | Citlivost | Typ detektoru               | Detekční látka                           | Proces detekce                                              | Reakce | Prahová energie neutrin    | Odkazy                                      |
| ------------------------------------------------------------- | --- | --------------------------- | ---------------------------------------- | ----------------------------------------------------------- | --- | -------------------------- | ------------------------------------------- |
| BOREXINO, Gran Sasso, Itálie                                  | nízkoenergetické sluneční {\displaystyle \nu _{e}} | scintilační                 | H2O + PC+PPO PC=C6H3(CH3)3 PPO=C15H11NO] | pružný rozptyl                                              | {\displaystyle \nu _{x}} + e− → {\displaystyle \nu _{x}} + e− | 250–665 keV                |                                             |
| CLEAN                                                         | nízkoenergetické sluneční {\displaystyle \nu _{e}}, a{\displaystyle \nu _{e}} ze supernov a pulsarů | scintilační                 | tekutý neon                              | pružný rozptyl                                              | {\displaystyle \nu _{x}} + e− → {\displaystyle \nu _{x}} + e− {\displaystyle \nu _{e}} + 20Ne → {\displaystyle \nu _{e}} + 20Ne                                        | 10-20 eV                   |                                             |
| GALLEX, Gran Sasso, Itálie                                    | sluneční {\displaystyle \nu _{e}} | radiochemický               | GaCl3 (30 t Ga)                          | tok nabitých částic                                         | {\displaystyle \nu _{e}}+71Ga → 71Ge+e− | 233,2 keV                  |                                             |
| GNO, Gran Sasso, Itálie                                       | nízkoenergetické sluneční {\displaystyle \nu _{e}} | radiochemický               | GaCl3 (30 t Ga)                          | tok nabitých částic                                         | {\displaystyle \nu _{e}}71Ga → 71Ge+e− | 233,2 keV                  | Archivováno 2. 10. 2006 na Wayback Machine. |
| Double Chooz, Chooz                                           | neutrina z jaderného reaktoru | scintilační                 | organický Gd-Komplex                     | tok nabitých částic (interakce neutrin s nukleony)          | {\displaystyle {\overline {\nu }}_{e}}+ p+→n + e+ | 1.8 MeV                    |                                             |
| HERON                                                         | hlavně nízkoenergetické sluneční {\displaystyle \nu _{e}} | scintilační                 | supratekuté helium                       | tok neutrálních částic                                      | {\displaystyle \nu _{e}} + e− → {\displaystyle \nu _{e}} + e− | 1 MeV                      |                                             |
| Homestake–Chlorine, opuštěný důl Homestake, Jižní Dakota, USA | sluneční {\displaystyle \nu _{e}} | radiochemický               | C2Cl4 (615 t)                            | tok nabitých částic                                         | 37Cl+{\displaystyle \nu _{e}} → 37Ar*+e− 37Ar* → 37Cl + e+ + {\displaystyle \nu _{e}}                                                                                  | 814 keV                    |                                             |
| Homestake–Iodine, opuštěný důl Homestake, Jižní Dakota, USA   | sluneční {\displaystyle \nu _{e}} | radiochemický               | NaI                                      | pružný rozptyl, tok nabitých částic                         | {\displaystyle \nu _{e}} + e− → {\displaystyle \nu _{e}} + e− {\displaystyle \nu _{e}} + 127I → 127Xe + e−                                                             | 789 keV                    |                                             |
| ICARUS, Gran Sasso, Itálie                                    | sluneční a neutrina procházející atmosférou, a také {\displaystyle \nu _{e}}, {\displaystyle \nu _{\mu }}, {\displaystyle \nu _{\tau }}, jejímž zdrojem je CERN                                                                                   | detektor Čerenkovova záření | tekutý argon                             | pružný rozptyl                                              | {\displaystyle \nu _{e}} + e− → {\displaystyle \nu _{e}} + e− | 5,9 MeV                    |                                             |
| Neutrinový detektor Kamiokande, Kamioka, Japonsko             | sluneční a neutrina procházející atmosférou, {\displaystyle \nu _{e}} | detektor Čerenkovova záření | H2O                                      | pružný rozptyl                                              | {\displaystyle \nu _{e}} + e− → {\displaystyle \nu _{e}} + e− | 7,5 MeV                    |                                             |
| Super Kamiokande, Kamioka, Japan                              | sluneční a neutrina procházející atmosférou, {\displaystyle \nu _{e}}, {\displaystyle \nu _{\mu }}, {\displaystyle \nu _{\tau }} a také{\displaystyle \nu _{e}}, {\displaystyle \nu _{\mu }}, {\displaystyle \nu _{\tau }}, jejímž zdrojem je KEK | detektor Čerenkovova záření | H2O                                      | pružný rozptyl, tok nabitých částic                         | {\displaystyle \nu _{e}} + e− → {\displaystyle \nu _{e}} + e− {\displaystyle \nu _{e}} + n° → e− + p+ {\displaystyle \nu _{e}} + p+ → e+ + n°                          | ???                        | Archivováno 5. 9. 2009 na Wayback Machine.  |
| LENS, Gran Sasso, Itálie                                      | nízkoenergetické sluneční {\displaystyle \nu _{e}} | scintilační                 | In(MVA)x                                 | tok nabitých částic                                         | {\displaystyle \nu _{e}} + 115In → 115Sn+e−+2γ | 120 keV                    |                                             |
| MOON, Washington, USA                                         | nízkoenergetické sluneční {\displaystyle \nu _{e}} a nízkoenergetické ze supernov {\displaystyle \nu _{e}} | scintilační                 | 100Mo (1 t) + MoF6 (plynný)              | tok nabitých částic                                         | {\displaystyle \nu _{e}}+100Mo → 100Tc+e− | 168 keV                    |                                             |
| OPERA, Gran Sasso, Itálie                                     | {\displaystyle \nu _{e}}, {\displaystyle \nu _{\mu }}, {\displaystyle \nu _{\tau }} jejímž zdrojem je CERN | hybridní                    | 2.000 t Pb/emulsní + mionový spektrometr | tok nabitých částic                                         | {\displaystyle \nu _{\tau }} + N → {\displaystyle \tau } +X | 4,5 GeV                    |                                             |
| Baksan neutrino observatory, Baksan, Rusko                    | nízkoenergetické sluneční {\displaystyle \nu _{e}} | radiochemický               | GaCl3                                    | tok nabitých částic                                         | {\displaystyle \nu _{e}}+71Ga → 71Ge+e− | 233,2 keV                  |                                             |
| Neutrinový detektor SNO, důl Sudbury, Kanada                  | sluneční a neutrina procházející atmosférou {\displaystyle \nu _{e}}, {\displaystyle \nu _{\mu }}, {\displaystyle \nu _{\tau }} | detektor Čerenkovova záření | 1000 t D2O                               | tok nabitých částic, tok neutrálních částic, pružný rozptyl | {\displaystyle \nu _{e}} + 21D →p++p++e− {\displaystyle \nu _{x}} + 21D → {\displaystyle \nu _{x}}+n°+p+ {\displaystyle \nu _{e}} + e− → {\displaystyle \nu _{e}} + e− | 6,75 MeV                   |                                             |
| UNO, důl Henderson, USA                                       | sluneční, neutrina procházející atmosférou a z jaderného reaktoru {\displaystyle \nu _{e}}, {\displaystyle \nu _{\mu }}, {\displaystyle \nu _{\tau }}                                                                                             | detektor Čerenkovova záření | 440.000 t H2O                            | pružný rozptyl                                              | {\displaystyle \nu _{e}} + e− → {\displaystyle \nu _{e}} + e− | ???                        |                                             |
| AMANDA, Antarktida                                            | neutrina procházející atmosférou a kosmické {\displaystyle \nu _{e}}, {\displaystyle \nu _{\mu }}, {\displaystyle \nu _{\tau }}, eventuálně další                                                                                                 | detektor Čerenkovova záření | 1 km³ H2O (vodní led)                    | tok nabitých částic                                         | {\displaystyle \nu _{x}} + N → x + X hlavně interakce s protony za vzniku mionů                                                                                        | >200 GeV, ??               | Archivováno 11. 8. 2005 na Wayback Machine. |
| IceCube, Jižní pól                                            | neutrina procházející atmosférou a kosmické {\displaystyle \nu _{e}}, {\displaystyle \nu _{\mu }}, {\displaystyle \nu _{\tau }}, eventuálně další                                                                                                 | detektor Čerenkovova záření | 1 km³ H2O (vodní led)                    | tok nabitých částic                                         | {\displaystyle \nu _{x}} + N → x + X hlavně interakce s protony za vzniku mionů                                                                                        | >200 GeV, přibližně 10 GeV |                                             |
| BAJKAL, jezero Bajkal, Rusko                                  | kosmické {\displaystyle \nu _{\mu }} | detektor Čerenkovova záření | H2O                                      | tok nabitých částic                                         | {\displaystyle \nu _{\mu }} + N → {\displaystyle \mu }− + X {\displaystyle {\overline {\nu }}_{\mu }} + N → {\displaystyle \mu }+ + X miony                            | ??                         |                                             |
| ANTARES, Středozemní moře, Francie                            | kosmické {\displaystyle \nu _{\mu }} | detektor Čerenkovova záření | H2O                                      | tok nabitých částic                                         | {\displaystyle \nu _{\mu }} + N → {\displaystyle \mu }− + X {\displaystyle {\overline {\nu }}_{\mu }} + N → {\displaystyle \mu }+ + X miony                            | > 10 GeV                   |                                             |
| KM3NeT, Středozemní moře                                      | kosmické {\displaystyle \nu _{\mu }} | detektor Čerenkovova záření | H2O                                      | tok nabitých částic                                         | {\displaystyle \nu _{\mu }} + N → {\displaystyle \mu }− + X {\displaystyle {\overline {\nu }}_{\mu }} + N → {\displaystyle \mu }+ + X miony                            |                            |                                             |